# St.-Anna-Kapelle (Åhus)

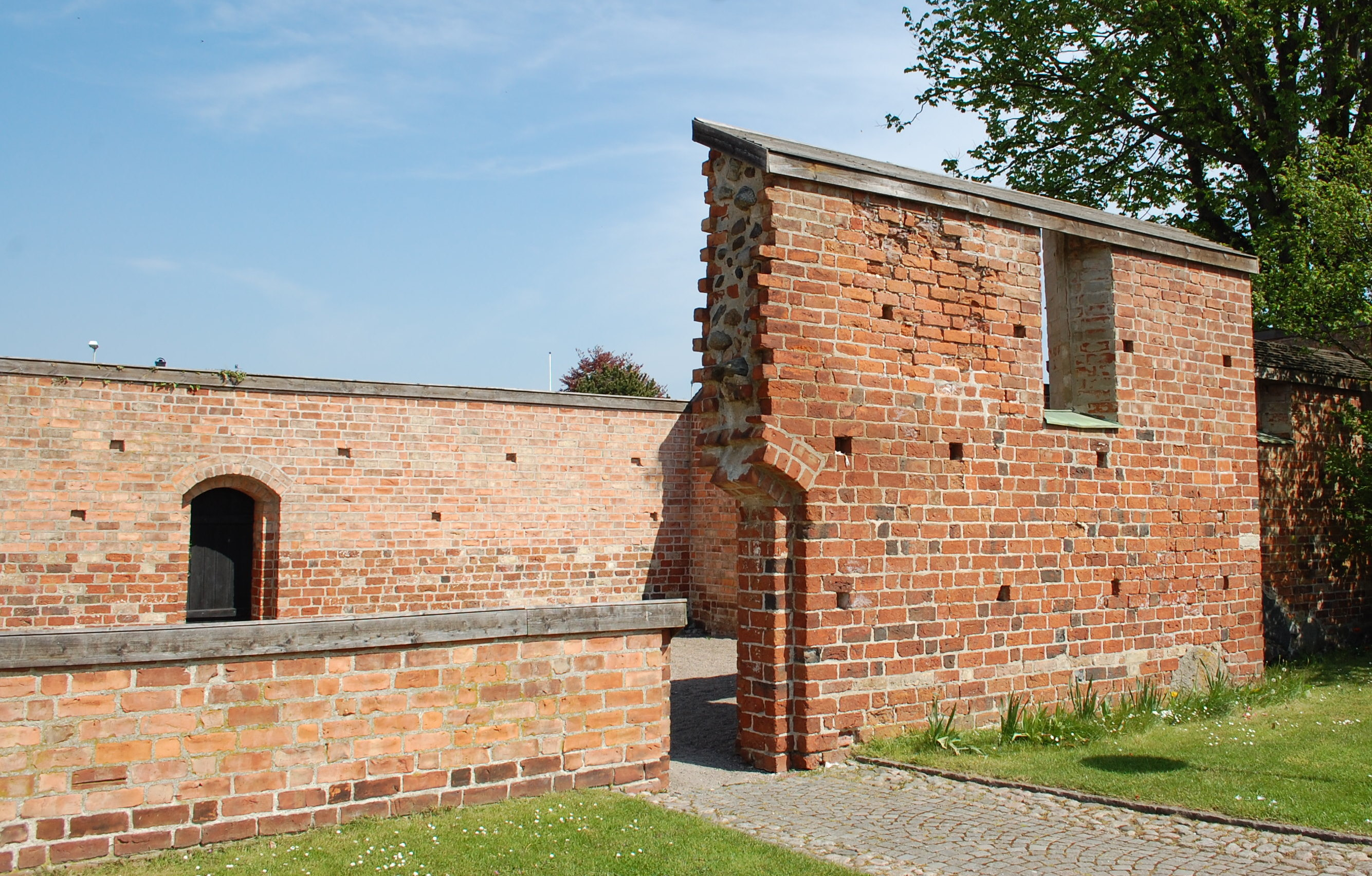
Sankt-Anna-Kapelle

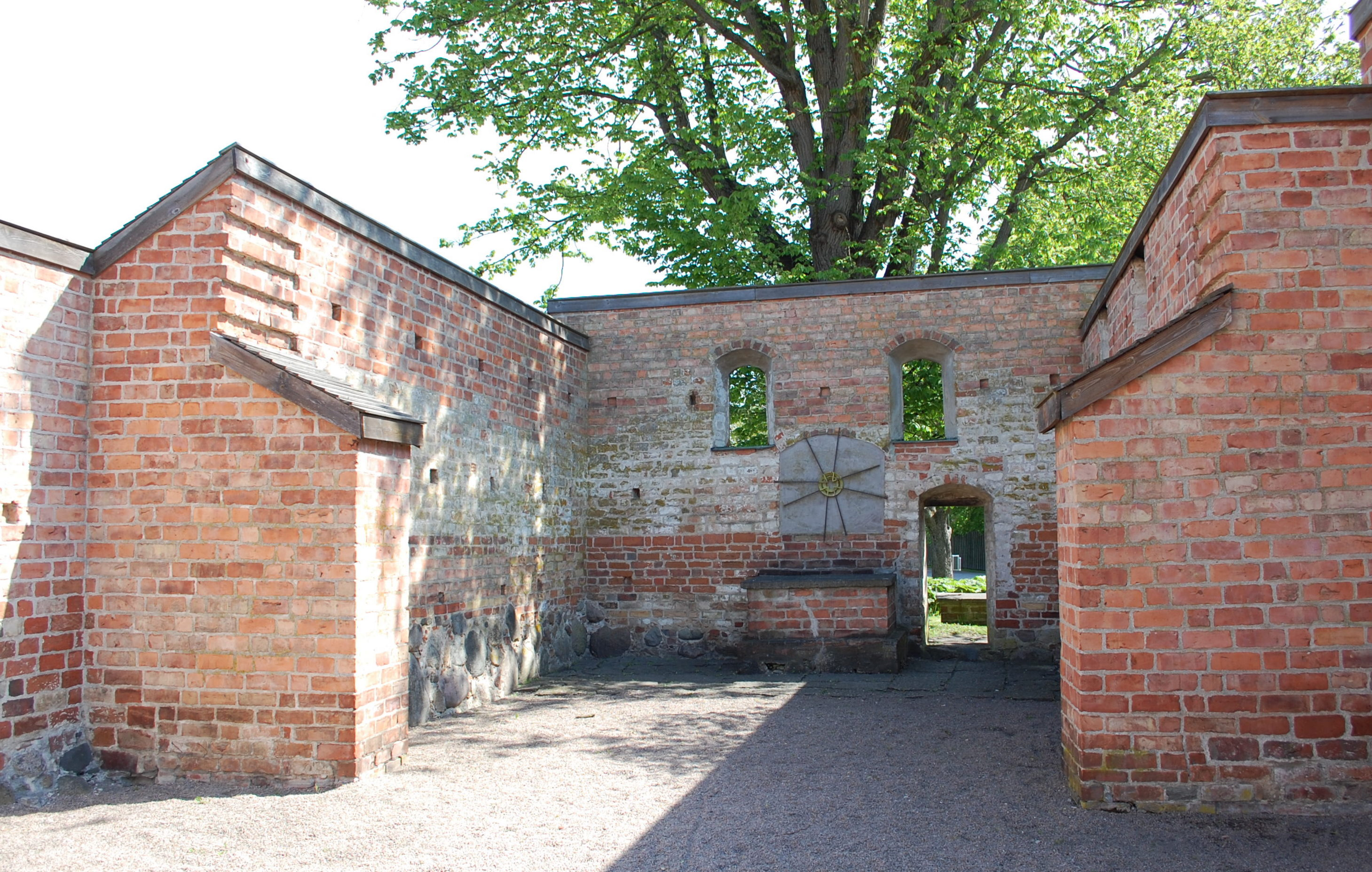
Innenraum

Die Sankt-Anna-Kapelle ist eine nur als Ruine erhaltene Kapelle in der schwedischen Stadt Åhus.
Die aus Backsteinen errichtete Kapelle gehörte zum im Jahr 1525 gegründeten Hospital Sankt Anna. Erster Vorsteher des Hospitals war der Däne Claus Denne, Åhus gehörte zu dieser Zeit zu Dänemark. Das Hospital verfügte auch über ein Krankenhaus, Altersheim und eine Herberge. Organisiert war es als der unentgeltlichen Barmherzigkeit verpflichteten Stiftung. Der bauliche Ursprung der Kapelle ist jedoch noch deutlich älter. Bei 1948 durchgeführten archäologischen Untersuchungen wurden die Grundmauern der Kapelle auf das 13. Jahrhundert datiert. Vermutlich entstand die Kapelle aus dem Umbau eines zuvor bestehenden Hauses des heiligen Kreuzes. Die Kapelle verfügte über Kirchenschiff und Chor.
Im 16. Jahrhundert wurde die Kapelle mehrfach durch Beschuss und Brände beschädigt. 1569 brannte das Hospital mitsamt Kapelle nieder, wurde jedoch wieder aufgebaut. Eine letzte Erwähnung des Hospitals stammt aus dem Jahr 1625. Mit dem Verlust der Stadtrechte für Åhus verzog das Hospital nach Kristianstad.
In der Nähe des Osteingangs der Kapelle befindet sich eine historische Altarplatte. Sie wurde bei Straßenarbeiten im Bereich des Klosters Åhus gefunden und dürfte ursprünglich zur Klosterkirche Sankt Nicolai gehört haben. Etwas östlich der Kapelle befindet sich ein erst 1958 in der Ostsee geborgener Sarkophag. Westlich steht die historische Kungsstugan.
In den Sommermonaten finden in der Kapelle Sommergottesdienste unter freiem Himmel statt.